# Низы (Полтавская область)
Низы́ (укр. Низи) — село,
Дмитровский сельский совет,
Горишнеплавнинский городской совет,
Полтавская область,
Украина.
Население по данным 1982 года составляло 580 человек.
Село присоединено к городу Комсомольск (ныне - Горишние Плавни) в 1987 году .

## Географическое положение
Село Низы находится в 1,5 км от левого берега реки Псёл и в 2,5 км от реки Днепр,
примыкает к городу Горишние Плавни.
Вокруг села большие массивы садовых и дачных участков.
Рядом проходят автомобильная дорога Т-1711 и
железная дорога, станции Поддубное и Платформа 11 км.

## История
- 1987 — село присоединено к городу Комсомольску (ныне Горишние Плавни). Низы — это пригород, возле которого есть остановка. Также через поле находится Поддубное. В Низах, по большей части, люди живут, это не дачный комплекс.[1].